# العواصف (رواية)
العواصف هي عبارة عن رواية من تأليف جبران خليل جبران، صدرت الرواية في عام 1920م، تضمنت آراءً عن الحياة والموت والحب، وتطرق فيها إلى بابًا جديدًا في الأسلوب الأدبي هو باب القصّة الرمزيّة والقصيدة النثريّة. ولم يقتصر التجديد هنا على القالب بل يتخطّاه إلى القلب. ففي «العواصف» آراءٌ جديدة لجبران قد تتباين مع آرائه السابقة، وأخرى يستحدثها، وأخرى يردّ بها على منتقديه.
في «العواصف» هناك المزيد من فلسفته التي اختمرت.

## وصلات خارجية
- آراء القراء على موقع goodreads حول العواصف